# Kanton Les Deux Rivières et Vallées
Der Kanton Les Deux Rivières et Vallées ist seit 2015 ein französischer Wahlkreis im Arrondissement Yssingeaux, im Département Haute-Loire und in der Region Auvergne-Rhône-Alpes.

## Gemeinden
Der Kanton besteht aus fünf Gemeinden mit insgesamt 14.161 Einwohnern (Stand: 2022) auf einer Gesamtfläche von 105,64 km²:
| Gemeinde                            | Einwohner 1. Januar 2022 | Fläche km² | Dichte Einw./km² | Code INSEE | Postleitzahl |
| ----------------------------------- | ------------------------ | ---------- | ---------------- | ---------- | ------------ |
| La Séauve-sur-Semène                | 1.471                    | 7,86       | 187              | 43236      | 43140        |
| Saint-Didier-en-Velay               | 3.502                    | 25,56      | 137              | 43177      | 43140        |
| Saint-Pal-de-Mons                   | 2.324                    | 27,11      | 86               | 43213      | 43620        |
| Saint-Victor-Malescours             | 804                      | 14,47      | 56               | 43227      | 43140        |
| Sainte-Sigolène                     | 6.060                    | 30,64      | 198              | 43224      | 43600        |
| Kanton Les Deux Rivières et Vallées | 14.161                   | 105,64     | 134              | 4305       | –            |